# Groß Düben
Groß Düben (en sorabe: Dźěwin) est une commune de Saxe (Allemagne), située dans l'arrondissement de Görlitz, dans le district de Dresde.